# Saint-Loubès
Saint-Loubès é uma comuna francesa na região administrativa da Nova Aquitânia, no departamento da Gironda. Estende-se por uma área de 25,03 km². Em 2010 a comuna tinha 9 876 habitantes (densidade: 394,6 hab./km²).